# Kanton Vichy-2
Der Kanton Vichy-2 ist ein französischer Wahlkreis im Département Allier in der Region Auvergne-Rhône-Alpes. Er umfasst zwei Gemeinden und den Südteil der Stadt Vichy im Arrondissement Vichy. Durch die landesweite Neuordnung der französischen Kantone wurde er 2015 neu geschaffen.

## Gemeinden
Der Kanton besteht aus drei Gemeinden und Gemeindeteilen mit insgesamt 19.206 Einwohnern (Stand: 1. Januar 2022) auf einer Gesamtfläche von 19,38 km²:
| Gemeinde       | Einwohner 1. Januar 2022 | Fläche km² | Dichte Einw./km² | Code INSEE | Postleitzahl |
| -------------- | ------------------------ | ---------- | ---------------- | ---------- | ------------ |
| Abrest         | 2.927                    | 10,46      | 280              | 03001      | 03200        |
| Saint-Yorre    | 2.618                    | 6,35       | 412              | 03264      | 03270        |
| Vichy          | 13.661                   | 2,57       | 5.316            | 03310      | 03200        |
| Kanton Vichy-2 | 19.206                   | 19,38      | 991              | 0318       | –            |

1. ↑   Nur der südliche Teil der Gemeinde, der Rest gehört zum Kanton Vichy-1.

## Politik
| Vertreter im Départementsrat | Vertreter im Départementsrat         | Vertreter im Départementsrat |
| Amtszeit                     | Namen                                | Partei                       |
| ---------------------------- | ------------------------------------ | ---------------------------- |
| 2015–2021                    | Frédéric Aguilera Evelyne Voitellier | LR                           |
| 2021–                        | Romain Lopez Evelyne Voitellier      | DVD LR                       |